# Grafikon kvantilov
Grafikon kvantilov ali škatla z brki (angleško box plot) je vrsta grafa, ki se v opisni statistiki uporablja kot prikladen način grafične ponazoritve skupin številčnih podatkov z njihovimi povzetki s petimi števili: najmanjša vrednost (minimum vzorca), prvi kvartil (Q1), mediana (Q2), tretji kvartil (Q3) in največja vrednost (maksimum vzorca). Grafikon kvantilov tudi kaže, katere vrednosti bi lahko bile osamelci.
Z grafikonom kvantilom se lahko prikažejo razlike med populacijami, ne da bi se pri tem predpostavila statistična porazdelitev – so torej neparametrske. Razmiki med posameznimi deli grafikona prispevajo k prikazu razpršenosti in asimetrije ter prikažejo osamelce. Rišejo se lahko vodoravno ali navpično.